# 박영언
박영언(1939년 3월 7일 ~ )은 대한민국의 정치인이다. 제35대 관선 군위군수, 제37·38·39대 군위군수를 역임했다.

## 역대 선거 결과
|  | 60.69% |

|  | 100.00% |

|  | 40.46% |